# Gérard Souzay
Gérard Souzay (Gérard Marcel Tisserand), (Angers, 8 de diciembre de 1918-Antibes, 17 de agosto de 2004) fue un barítono  considerado el máximo exponente del canto francés de postguerra en la categoría de lieder, sucesor de Charles Panzéra y Pierre Bernac y considerado a menudo como el equivalente francés de Dietrich Fischer-Dieskau y Hermann Prey.

## Biografía
Nació en el seno de una familia de músicos en Angers, estudiando filosofía en París conoció a Pierre Bernac, quien lo instó a desarrollar sus condiciones de cantante. En 1940 entró en el Conservatorio de París y estudio privadamente con Bernac, Vanni Marcoux y Claire Croiza, debutando en 1945. Se perfeccionó en lieder con Lotte Lehmann.
Su éxito fue inmediato en ópera como Eneas en Dido and Aeneas de Purcell en el Festival de Aix-en-Provence. Ernest Ansermet lo invitó a cantar en la Opera Comique y Leopold Stokowski lo invitó a cantar Orfeo de Monteverdi en Nueva York. Se consagró como Goulaud en Pelléas et Mélisande de Debussy y Don Giovanni de Mozart (París, 1965). Cantó en la Metropolitan Opera, la Ópera de Viena, la Ópera Estatal de Baviera y en el Festival de Glyndebourne.
Sus interpretaciones de la chanson francesa de Henri Duparc, Gabriel Fauré, Maurice Ravel, Debussy y Francis Poulenc son referenciales así como las del Amor de Poeta (Dichterliebe) de Schumann y los tres grandes ciclos de Franz Schubert: La bella molinera, El canto del cisne y El viaje de invierno(Winterreise). Fue muy apreciado como maestro.
Sus primeros registros aventajan a los del último período donde la voz había perdido color y firmeza. Grabó durante 43 años más de 750 títulos en 15 lenguas ganando el Gran Prix du Disque en tres ocasiones. Rara vez grabó programas con otros colegas, a excepción de con su hermana, la soprano Genevieve Touraine, y con Germaine Lubin y Elly Ameling.
Escribió su autobiografía en 1983 Sur mon chemin.
Murió en Antibes, en el sur de Francia. Nunca se casó.

## Escritos
- Les vagues du silence de Gérard Souzay, Bibliothèque des arts, Maîtres d'hier et d'aujourd'hui, Beaux Arts - Beaux Livres, 27/06/2001

- Gérard Souzay de Gérard Souzay, Bibliothèque des arts, Maîtres d'hier et d'aujourd'hui, Beaux Arts - Beaux Livres, 27/06/2001

- Sur Mon Chemin de Gérard Souzay, Bibliothèque des arts, Maîtres d'hier et d'aujourd'hui, Beaux Arts - Beaux Livres, 27/06/2001

- Gérard Souzay raconte fables, dessins, dialogues et rencontres de Gérard Souzay, Éditions Somogy, 21/01/2001

## Discografía de referencia
- Chausson': Poème De L'amour Et De La Mer; Duparc / Souzay
- Debussy': Mélodies / Gérard Souzay, Dalton Baldwin
- Debussy': Pelléas et Mélisande / Cluytens, Souzay
- Falla, Ravel, Fauré / Gérard Souzay
- Fauré: Complete Songs / Elly Ameling, Gerard Souzay
- Gérard Souzay Vol 1 - Recordings 1944-1950
- Gérard Souzay Vol 2 - Recordings 1948-1955
- Massenet': Manon / Rudel, Sills, Gedda, New Philharmonia
- Mélodies Françaises Pour Bariton - Fauré, Etc / Souzay
- Monteverdi': L'Orfeo; Mozart, Bach, Etc / Stokowski, Souzay
- Poulenc': Mélodies / Ameling, Gedda, Parker, Sénéchal, Souzay
- Schubert': Die schöne Müllerin / Gérard Souzay, Dalton Baldwin
- Schubert': Die Winterreise, Schwanengesang / Gérard Souzay
- Schumann: Dichterliebe, Etc; Wolf / Gérard Souzay